# Steve Purcell
Steve Purcell (Fresno, 2 ottobre 1961) è un fumettista, disegnatore e regista statunitense noto soprattutto come creatore dei personaggi a fumetti Sam & Max Freelance Police,  un duo di investigatori privati composto da un cane ed un coniglio.

## Biografia
Presso la California College of Arts and Crafts nel 1980 Sam & Max apparvero in formato stampato per la prima volta e nel 1987 apparve il primo vero e proprio fumetto Sam & Max da 32 pagine. Nell'ambito di una produzione LucasArts apparvero quindi altri 3 libri illustrati di Sam & Max.
Steve contribuì molto al lavoro sui fondali e l'animazione per le avventure grafiche LucasArts nei primi anni novanta. Il più famosi tra i giochi ai quali lavorò furono i primi due Monkey Island. Steve fornì anche la grafica per le confezioni di questi due giochi oltre che di Pipe Mania e di Zak McKracken and the Alien Mindbenders. Durante questo periodo molti dei giochi prodotti alla LucasArts contenevano dei cameo o rapide apparizioni di personaggi che Steve aveva inventato per Sam & Max. Ad un certo punto dei primi anni novanta, Purcell creò un'avventura grafica chiamato Sam & Max Hit the Road. Venne sviluppato da LucasArts e vide Sam & Max viaggiare in America in cerca di due attrazioni del "Carnival Freakshow" — Bruno il Bigfoot e Trixie la ragazza con il collo da giraffa.
Dopo aver abbandonato la LucasArts, Steve collaborò con la Industrial Light & Magic per la realizzazione di un film di animazione basato sulla figura del Mostro di Frankenstein. Il progetto naufragò.
Negli ultimi anni novanta, i Sam and Max di Steve ebbero la loro serie animata TV presso la Fox Kids, che durò per una stagione. Vennero apposti alcuni cambiamenti al mondo originale del fumetto e del gioco: principalmente si trattò dell'aggiunta di una bambina-genio 'the Geek', ma la maggior parte dello spirito rimase intatto.
Il seguito previsto di Sam & Max Hit the Road della LucasArts, Sam & Max: Freelance Police, venne inaspettatamente cancellato molto tardi durante la sua produzione nel marzo del 2004. Comunque, nel settembre 2005, venne annunciato che la Telltale Games, una piccola compagnia nata dal team creativo che stava dietro al lavoro del gioco Grim Fandango, avrebbe creato un nuovo gioco di Sam and Max, con l'aiuto di Purcell. Con la Telltale Purcell ha sviluppato due serie di giochi dedicati a Sam & Max. I giochi sono stati distribuiti come episodi con cadenza mensile tra il 2006 e il 2008 con i titoli di Sam & Max Season One e Sam & Max Season Two. La terza serie dal titolo Sam & Max Season Three è pubblicata nel 2010 seguendo la classica struttura ad episodi, con il primo, dal titolo "The Penal Zone", uscito il 15 aprile 2010; il secondo, "The Tomb of Sammun-Mak", uscito il 18 maggio 2010, il terzo episodio "They Stole Max's Brain!" uscito il 22 giugno 2010, il quarto episodio "Beyond the Alley of the Dolls" uscito il 20 luglio 2010 e l'ultimo episodio "The City That Dares Not Sleep" uscito il 30 agosto 2010. Nel 2012 co-dirige il film Ribelle con il quale vince l'Oscar per il miglior film d'animazione.Ha lavorato con Skunkape Games per le remastered delle tre stagioni Telltale. Inoltre uscirà prossimamente per PlayStation Vr e Windows Sam & Max: This Time It’s Virtual! della HappyGiant.

## Filmografia parziale

### Regista
- Toy Story: Tutto un altro mondo - cortometraggio (2014)
- Ribelle - The Brave (Brave), co-regia con Brenda Chapman e Mark Andrews (2012)
- Cars on the Road - miniserie (2022)

### Doppiatore
- Toy Story: Tutto un altro mondo, regia di Steve Purcell - cortometraggio (2014)